# Aarão Garcia
Aarão Henriques Garcia (Comendador Venâncio, 22 de junho de 1896 — Comendador Venâncio, 11 de abril de 1967) foi um poeta, humorista, cronista, escritor, fazendeiro, empresário e ativista político brasileiro. Considerado em 1958 pelo jornal O Seminário como "um dos maiores poetas vivos da terra fluminense", ganhou notoriedade por sua atuação política na cidades de Itaperuna e Laje do Muriaé. Aarão é filho do Comendador Venâncio José Garcia.
No dia 19 de setembro de 1948, Aarão recebe o presidente Eurico Gaspar Dutra junto com outras personalidades locais em um banquete, e Aarão teve a oportunidade de discursar e recitar poemas ao presidente.
Em 30 de janeiro de 1957, no Itaperuna Tênis Clube, Aarão Garcia recebe novamente um presidente da república, dessa vez Juscelino Kubitschek. O bufê foi organizado pelo prefeito José Dias Terra e contou com a presença de 300 pessoas. Aarão "recitou versos em louvor ao presidente, agradecendo o sr. Juscelino Kubitschek". Juscelino estava na cidade para a inauguração da BR-32, ligando Muriaé, Itaperuna e Campos.

## Biografia
Aarão foi o filho mais novo do Comendador Venâncio José Garcia e da dona Maria Augusta Henriques Garcia. Nasceu na Fazenda Santo Antônio, de propriedade do pai. Aos 15 anos de idade, foi internado no Colégio Fenelon, na cidade mineira de São Miguel, atual Eugenópolis.
Pouco tempo depois se muda para Juiz de Fora para estudar no Colégio Tarboux. Lá ele começa a participar do grupo literário de José do Patrocínio Filho. Após formado, retorna ao norte-fluminense e se torna cronista do jornal de Campos do Goytacazes Monitor Campista. No jornal adota o pseudônimo Levíssimo e escreve a crônica humorística Ao de leve.
Seu sonho de cursar direito no Rio de Janeiro acabou não se concretizando, e ele retorna a morar na fazenda do pai, as margens do Rio Muriaé. Durante toda a sua vida ele se dividiu entre a sua paixão pela poesia e o trabalho em sua fazenda.

### Carreira Artística
Durante toda a sua carreira escreveu poemas e crônicas humorísticas. No entanto, seu único livro de poesias em vida chamado "Grito do Nada", anunciado em 1920, só foi publicado em 1957. Três obras foram publicadas postumamente, chamados Alho, Pimenta e Cebola, Tulipas, Trovas e Trapos e "Fim de Ocaso". Em 1964 foi eleito pela Academia Nilopolina de Letras, porém não chegou a tomar posse

### Carreira política
Aarão foi por muitos anos atuante nos problemas vividos em Comendador Venâncio. Em 1953, juntamente com Roque Garcia Tosta, foi responsável por trazer o primeiro cinema no distrito, chamado de "Cine São Roque". O cinema foi fechado em 1979. Foi responsável por introduzir a prática de futebol em Comendador Venâncio na década de 1920 e um dos primeiros em Itaperuna. Ajudou a fundar em 1950 o Esporte Clube Venancense, e seu nome é dado ao estádio do clube, o estádio Aarão Garcia.

## Obras
- 1948: Itaperuna, poema;[7]
- 1948: A frente dos Metais, poema;[7]
- 1948: Sonho de pintor, poema;[7]
- 1948: Árvore velha, poema;[7]
- 1948: Jesus...Do Corcovado, poema;[7]
- 1948: Metamorfose, poema;[7]
- 1948: O vale, poema;[7]
- 1957: Grito do Nada, livro;[1]
- 1967: Alho, Pimenta e Cebola, obra;[1]
- 1967: Bergônias, Perpétuas e Goivos, obra;[10]
- 1967: Tulipas, Trovas e Trapos, obra;[1]
- 1967: Fim de Ocaso, obra;[1]